# Avión (Orense)
Avión es un municipio español perteneciente a la provincia de Orense y la comarca del Ribeiro, en la comunidad autónoma de Galicia.

## Localización
La comarca del Ribeiro se encuentra entre las sierras de Faro y Suído, donde confluyen los valles del Miño, Avia, Arnoya y Barbantiño.

## Geografía
El municipio se sitúa entre una serie de valles y superficies que contrastan con las altas tierras circundantes de alrededor de 312 km², de los cuales dedica 3000 hectáreas al viñedo.
Rodeado de relieves montañosos y resguardado de la influencia oceánica, el cultivo de la vid  es la característica dominante del paisaje, ocupando casi la totalidad de las laderas y hondonadas en los terrenos de Ribadavia, Castrelo de Miño, Cenlle, Beade, Leiro y Carballeda de Avia, así como las pendientes mejor orientadas y soleadas de los municipios limítrofes.
Tierra regada por una densa red fluvial, con un microclima seco y cálido, pero con humedad durante el período invernal.

## Geografía humana

### Demografía
Cuenta con una población de 1727 habitantes (INE 2024).
| Gráfica de evolución demográfica de Avión entre 1842 y 2021 |
| |
| Población de derecho según los censos de población del INE Población de hecho según los censos de población del INEEn estos censos se denominaba Abión: 1842 y 1857 |

### Organización territorial
El municipio está formado por treinta y seis entidades de población distribuidas en nueve parroquias:
- Abelenda (Santa Marina)[4][7]
- Amiudal (Santiago)
- Avión (Santos Justo y Pastor)[4][8]
- Baíste (Santa María)
- Barroso (Santa Eulalia)[4][9][10]
- Córcores (Santa Marina)[4][11]
- Cortegazas (San Antonio)[4][12][10]
- Couso (Santa María)
- Nieva (Santa María)

## Corporación municipal
| Resultado elecciones municipales de 2023 en Avión |       |            |            |
| Partido                                           | Votos | Porcentaje | Concejales |
| Partido Popular de Galicia                        | 457   | 48,98%     | 5          |
| Novos aires por Avión                             | 236   | 28,83%     | 3          |
| Vox                                               | 176   | 18,86%     | 1          |

## Turismo
Empresarios como Olegario Vázquez Raña, tienen aquí su residencia de verano.

## Festividades
- Fiestas mexicanas en verano.[13]